# Малый Терсень
Малый Терсень — деревня в составе Ворошиловского сельсовета Уренского района Нижегородской области, на 2017 год в Малом Терсене числится 1 улица — Овражная.

## Население
| 1897 | 1907 | 1916 | 2002 | 2010 |
| ---- | ---- | ---- | ---- | ---- |
| 89   | ↗121 | ↘111 | ↘27  | ↘21  |

Малый Терсень расположен примерно в 12 километрах (по шоссе) западнее райцентра Урень, на безымянном притоке реки Морква (приток Усты), высота центра селения над уровнем моря — 141 м. Ближайший населённый пункт — деревня Большой Терсень — менее 200 м южнее.